# Boralde de Condom
Die Boralde de Condom ist ein kleiner Fluss im französischen Zentralmassiv, der im Département Aveyron der Region Okzitanien nordöstlich der Stadt Rodez verläuft.

## Geografie

### Verlauf
Die Boralde de Condom entspringt unter dem Namen Boralde de Poujade an der Westflanke des Berggipfels Puy de Gudette (1427 m) an der Gemeindegrenze von Condom-d’Aubrac und Saint-Chély-d’Aubrac, knapp an der Grenze zum benachbarten Département Cantal, entwässert generell Richtung Westsüdwest durch den Regionalen Naturpark Aubrac und mündet nach insgesamt rund 17 Kilometern im Gemeindegebiet von Condom-d’Aubrac als linker Nebenfluss in die Boralde Flaujaguèse.

### Orte am Fluss
(Reihenfolge in Fließrichtung)
- Buron de Canuc, Gemeinde Saint-Chély-d’Aubrac
- Aulos, Gemeinde Saint-Chély-d’Aubrac
- Le Viala Bas, Gemeinde Condom-d’Aubrac
- Le Pouget-Viel, Gemeinde Saint-Chély-d’Aubrac
- Condom-d’Aubrac
- Les Garrigues, Gemeinde Saint-Chély-d’Aubrac
- Aunac, Gemeinde Condom-d’Aubrac